# HD 76494
HD 76494，又名BD+04 2081，SAO 117287、HR 3557，是一颗恒星，视星等为6.14，位于銀經224.24，銀緯29.65，其B1900.0坐标为赤經8h 51m 22.2s，赤緯+4° 29.65′ 12″。